# 平塚神社
平塚神社（ひらつかじんじゃ）は、東京都北区上中里にある神社である。社格は郷社。
祀られているのは、源義家、源義綱、源義光。
北区立滝野川小学校の「滝小音頭」の歌詞に登場する。

## 歴史

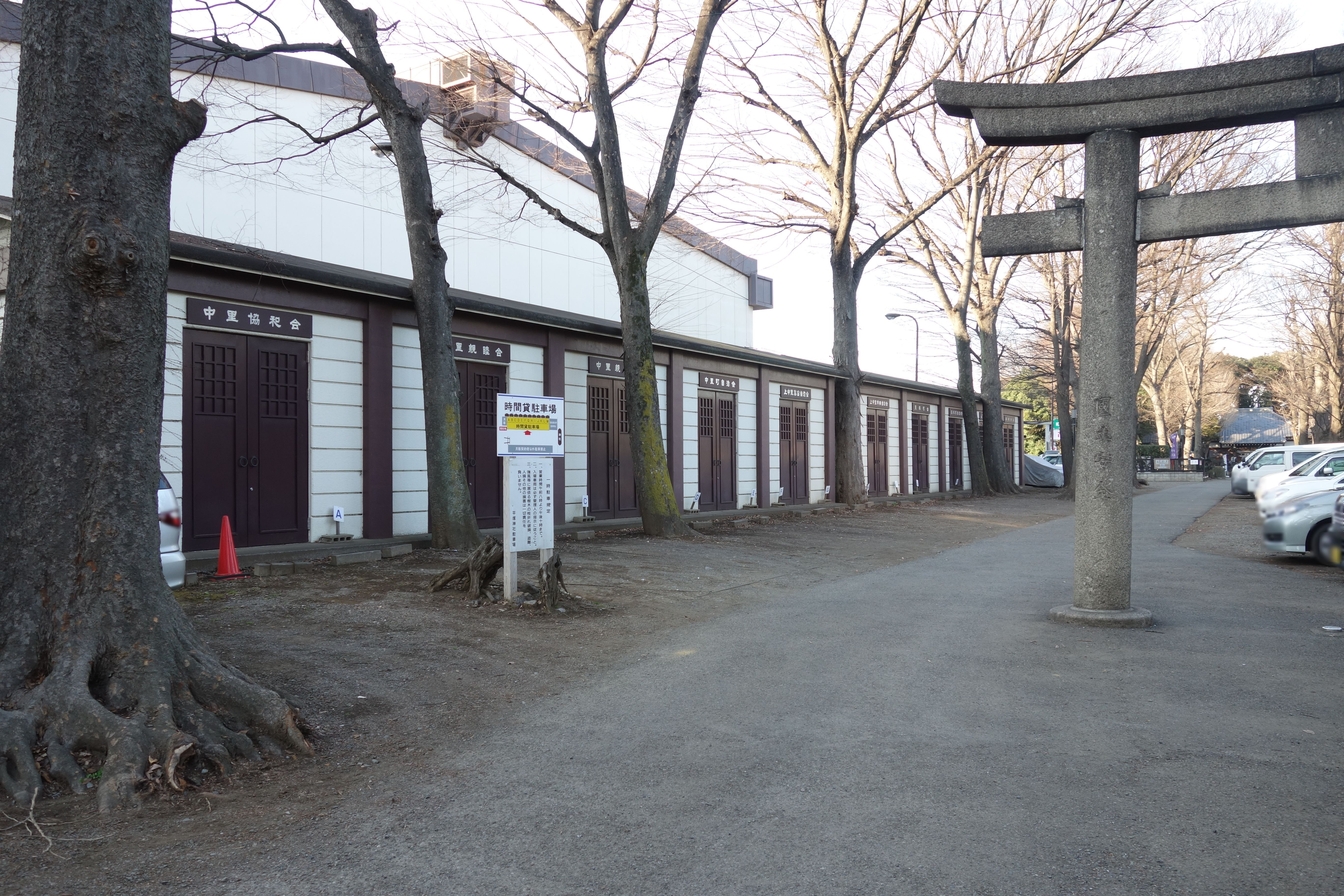
境内にある町内会倉庫群（2016年2月）

奈良時代までの当地は荒墓郷と呼ばれていた。「平塚」の地名の由来とされる“塚”は、神社社殿裏にあり非公開であるが、北区によって「甲冑塚古墳」として登録されている。
神社に伝わる『平塚明神并別当城官寺縁起絵巻』によれば、かつてここに豊嶋郡の郡衙があった。平安時代に秩父平氏豊島近義がこの場所に城館（平塚城）を築てたと伝わる。平安後期の後三年の役の帰路に、源義家（八幡太郎）、義綱（賀茂次郎）、義光（新羅三郎）の三兄弟がこの館に逗留し手厚いもてなしを受けた。義家は感謝の験として鎧一領と十一面観音像を近義に下賜し、後に、この鎧を城の守り本尊として塚を築き埋めたのが塚の初めとされ、「鎧塚」「甲冑塚」と呼ばれた他、塚が高くなく平たかったことから「平塚」とよばれ、これが当地郷の地名のおこりとされる。
神社は豊島氏がこの源氏三兄弟の徳を慕って三人の逗留地に社を営んで「平塚三所大明神」とし、影像を奉祀し鎮守としたことが起源とされている。実際に逗留や甲冑の下賜があったかは確実ではないが、隣接地からは当時の奥州に通ずる道の跡も発見されている。豊島氏は鎌倉時代にかけて西の宇多氏や毛呂氏と結んで本拠を石神井に移して上杉氏と対立、室町時代になり豊島本宗家は上杉臣下の太田道灌にこの平塚城で滅ぼされた。
江戸時代、平塚郷の無官の盲人であった山川城官貞久が、平塚明神に出世を祈願して江戸に出たところ、検校の地位を得て将軍徳川家光の近習となった。またのちに山川は家光の病気平癒を祈願したところ直ちに病気は快癒した。山川は感謝して平塚明神社を修復し、事実を知った家光が寛永17年（1640年）、50石の朱印地を明神に寄進した。新規に朱印が下賜されるのは当時の一般諸社寺政策から見てきわめて異例であり、幕府から特別な崇敬がささげられていたことがしれる。以後、歴代将軍は同様の額を安堵している。

### 境内社
境内社には、豊島神社（豊島近義を配祀）、稲荷神社、石室神社がある。また南側にある城官寺は、もと平塚三所大明神の別当の小庵で、これを上述の山川が筑紫の僧を呼んで再興し平塚山を号している。
- 菅原神社
- 大門先・元稲荷神社
- 御料稲荷神社
- 石室神社（石室明神）

- 菅原神社
- 稲荷神社
- 石室神社